# Klinčićevke
Klinčićevke (karanfilovke; lat. Caryophyllaceae), velika biljna porodica sa stotinu rodova raširena po svim kontinentima, značajno prisutna i holarktičkom području. Zastupljena je od jednogodišnjeg zeljastog raslinja i trajnica, grmova i rjeđe manjih stabala, najčešće s nasuprotnim listovima a plod je često kapsula.
Klinčić je još jedan naziv za karanfil (Dianthus), i ne smije se brkati s klinčićem ili karanfilovcem, poznatim začinom iz porodice mirtovki čiji je znanstrveni sinonim Caryophyllus aromaticus, a danas se vodi popd nazivom Syzygium aromaticum. Rod Caryophyllus više nije priznat, a vrste koje su mu pripisivane uklopljene su u druge rodove porodice mirtovki.
Rod karanfila ima preko 330 vrsta, a zbog svojih živo obojenih i često mirisnih cvjetova ubrajaju među najviše uzgajane ukrasne biljke.

## Tribusi i rodovi
1. Familia Caryophyllaceae Juss. (3318 spp.)
  1. Tribus Corrigioleae Dumort.
    1. Telephium L. (4 spp.)
    2. Corrigiola L. (12 spp.)

  2. Tribus Paronychieae Dumort.
    1. Philippiella Speg. (1 sp.)
    2. Herniaria L. (52 spp.)
    3. Gymnocarpos Forssk. (9 spp.)
    4. Paronychia Mill. (120 spp.)
    5. Chaetonychia (DC.) Sw. (1 sp.)

  3. Tribus Polycarpeae DC.
    1. Achyronychia Torr. & A. Gray (1 sp.)
    2. Scopulophila M. E. Jones (2 spp.)
    3. Polycarpon L. (6 spp.)
    4. Stipulicida Michx. (2 spp.)
    5. Augustea Iamonico (4 spp.)
    6. Cerdia Moc. & Sessé ex DC. (1 sp.)
    7. Microphyes Phil. (3 spp.)
    8. Reicheella Pax (1 sp.)
    9. Pycnophyllopsis Skottsb. (8 spp.)
    10. Pycnophyllum Remy (19 spp.)
    11. Drymaria Willd. ex Schult. (56 spp.)
    12. Polycarpaea Lam. (79 spp.)
    13. Xerotia Oliv. (1 sp.)
    14. Haya Balf. fil. (1 sp.)
    15. Krauseola Pax & K. Hoffm. (2 spp.)
    16. Polytepalum Suess. & Beyerle (1 sp.)
    17. Calycotropis Turcz. (1 sp.)
    18. Illecebrum L. (1 sp.)
    19. Pirinia M. Král (1 sp.)
    20. Cardionema DC. (7 spp.)
    21. Loeflingia L. (3 spp.)
    22. Ortegia L. (1 sp.)
    23. Pteranthus Forssk. (1 sp.)
    24. Dadjoua Parsa (1 sp.)
    25. Dicheranthus Webb (1 sp.)
    26. Cometes L. (2 spp.)
    27. Sphaerocoma T. Anderson (1 sp.)
    28. Pollichia Sol. ex Aiton (1 sp.)

  4. Tribus Sperguleae Dumort.
    1. Spergularia (Pers.) J. Presl & C. Presl (55 spp.)
    2. Spergula L. (15 spp.)
    3. Thylacospermum Fenzl (1 sp.)
    4. Rhodalsine Gay (1 sp.)

  5. Tribus Caryophylleae Lam. & DC.
    1. Subtribus Gypsophilinae
      1. Psammosilene W. C. Wu & C. Y. Wu (1 sp.)
      2. Ankyropetalum Fenzl (4 spp.)
      3. Gypsophila L. (151 spp.)

    2. Subtribus Caryophyllinae
      1. Saponaria L. (41 spp.)
      2. Acanthophyllum C. A. Mey. (88 spp.)
      3. Heterochroa Bunge (6 spp.)
      4. Cyathophylla Bocquet & Strid (2 spp.)
      5. Yazdana A.Pirani & Noroozi (1 sp.)
      6. Petroana Madhani & Zarre (2 spp.)
      7. Bolanthus (Ser.) Rchb. (17 spp.)
      8. Psammophiliella Ikonn. (5 spp.)
      9. Balkana Madhani & Zarre (1 sp.)
      10. Graecobolanthus Madhani & Rabeler (8 spp.)
      11. Petrorhagia (Ser. ex DC.) Link (31 spp.)
      12. Dianthus L. (361 spp.)

  6. Tribus Eremogoneae Rabeler & W. L. Wagner
    1. Eremogone Fenzl (101 spp.)

  7. Tribus Sileneae DC.
    1. Agrostemma L. (2 spp.)
    2. Viscaria Röhl. (5 spp.)
    3. Atocion Adans. (6 spp.)
    4. Eudianthe (Rchb.) Rchb. (2 spp.)
    5. Heliosperma (Rchb.) Rchb. (5 spp.)
    6. Petrocoptis Endl. (6 spp.)
    7. Silene L. (936 spp.)

  8. Tribus Arenarieae Kitt.
    1. Moehringia L. (28 spp.)
    2. Brachystemma D. Don (1 sp.)
    3. Arenaria L. (183 spp.)
    4. Schizotechium Rchb. (6 spp.)
    5. Odontostemma Benth. (62 spp.)

  9. Tribus Alsineae Lam. & DC.
  10. Mesostemma Vved. (10 spp.)
  11. Shivparvatia Pusalkar & D. K. Singh (10 spp.)
  12. Odontostemma Benth. (62 spp.)
  13. Pseudostellaria Pax (21 spp.)
  14. Schizotechium (Fenzl) Rchb. (6 spp.)
  15. Stellaria L. (166 spp.)
  16. Nubelaria M. T. Sharples & E. A. Tripp (3 spp.)
  17. Adenonema Bunge (2 spp.)
  18. Hartmaniella M. L. Zhang & Rabeler (2 spp.)
  19. Rabelera M. T. Sharples & E. A. Tripp (2 spp.)
  20. Dichodon (Bartl.) Rchb. (11 spp.)
  21. Holosteum Dill. ex L. (4 spp.)
  22. Moenchia Ehrh. (3 spp.)
  23. Cerastium L. (200 spp.)
  24. Tribus Pseudocherleriinae ined.
    1. Pseudocherleria Dillenb. & Kadereit (11 spp.)

  25. Tribus Sclerantheae Link ex DC.
    1. Wilhelmsia Rchb. (1 sp.)
    2. Honckenya Ehrh. (1 sp.)
    3. Schiedea Cham. & Schltdl. (35 spp.)
    4. Triplateia Bartl. (1 sp.)
    5. Stellaria p. p. (3 spp.)
    6. Mononeuria Rchb. (10 spp.)
    7. Scleranthus L. (15 spp.)
    8. Pentastemonodiscus Rech. fil. (1 sp.)
    9. Cherleria L. (21 spp.)

  26. Tribus Sagineae J. Presl
    1. Drypis Mich. ex L. (1 sp.)
    2. Bufonia L. (36 spp.)
    3. Lepyrodiclis Fenzl (4 spp.)
    4. Thurya Boiss. & Balansa (1 sp.)
    5. Minuartia L. (70 spp.)
    6. Mcneillia Dillenb. & Kadereit (5 spp.)
    7. Minuartiella Dillenb. & Kadereit (5 spp.)
    8. Colobanthus Bartl. (21 spp.)
    9. Sagina L. (35 spp.)
    10. Facchinia Rchb. (6 spp.)
    11. Sabulina Rchb. (74 spp.)
    12. Habrosia Fenzl (1 sp.)

Sinonimi:
- Allochrusa Bunge ex Boiss. = Acanthophyllum
- Alsinidendron H.Mann = Schiedea Cham. & Schltdl.
- Ankyropetalum Fenzl = Gypsophila
- Calycotropis Turcz. = Polycarpaea Lam.
- Diaphanoptera Rech.f. = Acanthophyllum C.A.Mey.
- Kuhitangia Ovcz. = Acanthophyllum C.A.Mey.
- Myosoton Moench = Stellaria L.
- Phrynella Pax & K.Hoffm. = Bolanthus (Ser.) Rchb.
- Pleioneura  Rech.f. = Saponaria L.
- Plettkea Mattf. = Stellaria L.
- Sanctambrosia Skottsb. ex Kuschel = Spergularia (Pers.) J.Presl & C.Presl
- Solitaria (McNeill) Sadeghian & Zarre = Shivparvatia Pusalkar & D.K.Singh
- Uebelinia Hochst. = Silene L.
- Vaccaria Wolf = Gypsophila L.
- Velezia L. = Dianthus L.